# Les Biches (film)
Pour les articles homonymes, voir Biche et Les Biches (homonymie).
Pour plus de détails, voir Fiche technique et Distribution.
Les Biches est un film franco-italien réalisé par Claude Chabrol, sorti en 1968.

## Synopsis
Frédérique, riche bourgeoise parisienne oisive et insouciante, remarque un jour une jeune fille bohème, Why, qui dessine des biches à la craie sur le pont des Arts. Elle la séduit puis l'entraîne dans sa villa tropézienne. Elles y passent d'agréables moments, jusqu'au jour où Why tombe amoureuse d'un séduisant architecte, Paul Thomas.
Frédérique, dans un accès de jalousie incontrôlable, décide alors de séduire Paul. Elle ne se doute pas encore que Why, délaissée de tous, va petit à petit perdre la raison.

## Fiche technique
- Titre original : Les Biches
- Réalisation : Claude Chabrol
- Scénario et dialogues : Claude Chabrol et Paul Gégauff
- Décors : Marc Berthier
- Costumes : Maurice Albray
- Photographie : Jean Rabier
- Cadreur : Claude Zidi
- Son : Guy Chichignoud
- Musique : Pierre Jansen, Franco Bixio
- Montage : Jacques Gaillard
- Production : André Génovès
- Sociétés de production :  Les Films de La Boétie,  Alexandra Produzioni Cinematografiche
- Sociétés de distribution : Compagnie française de distribution cinématographique, La Société des films Sirius, Pathé Consortium Cinéma
- Pays de production :  France,  Italie
- Langue originale : français
- Format : Couleur (Eastmancolor) - 35 mm - 1,66:1 — Son Mono
- Genre : Drame
- Durée : 99 minutes
- Date de sortie :
  - France : 22 mars 1968
- Classification :
  -  France : tous publics[1]

## Distribution
- Jean-Louis Trintignant : Paul Thomas
- Jacqueline Sassard : Why
- Stéphane Audran : Frédérique
- Nane Germon : Violetta
- Serge Bento : l'antiquaire
- Henri Attal : Robègue
- Dominique Zardi : Riais
- Henri Frances

## Autour du film
- Le titre joue sur les mots, lesbiche en argot, de l'allemand "lesbisch", signifiant lesbien.
- Le film a été tourné en grande partie à Saint-Tropez. La villa de Frédérique est la Rebijoye, une demeure située dans Les Parcs, près de la pointe de la Rabiou. La maison a aussi servi au tournage du film Le Gendarme se marie, sorti la même année (la Rebijoye est alors la maison de Josépha, jouée par Claude Gensac). La première scène du film a été tournée au pont des Arts à Paris. Une partie du film a aussi été tournée au port de Cogolin près de Saint-Tropez[réf. souhaitée].

## Récompenses et distinctions
- Ours d'argent au Festival de Berlin 1968

## Succès public
Le film a fait 627 000 entrées en France.